# راینر مورر
راینر مورر (انگلیسی: Reiner Maurer؛ زادهٔ ۱۶ فوریهٔ ۱۹۶۰) بازیکن فوتبال اهل آلمان است.
از باشگاه‌هایی که در آن بازی کرده‌است می‌توان به باشگاه فوتبال مونیخ ۱۸۶۰، باشگاه فوتبال آرمینیا بیله‌فلد، باشگاه فوتبال کارلسروهه، باشگاه فوتبال بایرن مونیخ، و باشگاه فوتبال اشتوتگارت اشاره کرد.